# Nunca Tem Fim...
Nunca Tem Fim... é o sexto e último álbum de estúdio do grupo O Rappa. Foi lançado em 15 de agosto de 2013 pelo selo Warner Music Brasil e gravado em LP duplo pela Polysom, depois de cinco anos sem gravar mais um álbum de estúdio. Foi produzido por Tom Sabóia e masterizado por Stephen Marcussen (que já trabalhou com Aerosmith, Nirvana, Paul McCartney) na Califórnia, Estados Unidos.
Em 2014, o álbum foi indicado ao Grammy Latino de Melhor Álbum de Rock Brasileiro.

## Faixas
| N.º | Título                                                                                   | Compositor(es)                                                           | Duração |  |
| 1.  | "O Horizonte É Logo Alí"                                                                 | Vê Domingos Marcelo Falcão Xandão Lauro Farias Marcelo Lobato Tom Sabóia | 3:48    |  |
| 2.  | "Auto-Reverse"                                                                           | Lula Queiroga Domingos Falcão Xandão Farias Lobato Sabóia                | 4:45    |  |
| 3.  | "Boa Noite Xangô"                                                                        | Queiroga Falcão Xandão Farias Lobato Sabóia                              | 4:44    |  |
| 4.  | "Cruz de Tecido"                                                                         | Vinícius Falcão M. Falcão Xandão Farias Lobato Sabóia                    | 6:16    |  |
| 5.  | "Fronteira (D.U.C.A)"                                                                    | Falcão Xandão Farias Lobato Sabóia                                       | 5:31    |  |
| 6.  | "Anjos (Pra Quem Tem Fé)"                                                                | Falcão Sabóia                                                            | 6:59    |  |
| 7.  | "Doutor, Sim Senhor!"                                                                    | Marcos Lobato Falcão Xandão Farias Lobato Sabóia                         | 6:12    |  |
| 8.  | "Sequência Terminal"                                                                     | M. Lobato Falcão Xandão Farias Lobato Sabóia                             | 3:37    |  |
| 9.  | "Vida Rasteja"                                                                           | Falcão Xandão Farias Lobato Sabóia                                       | 5:17    |  |
| 10. | "Um Dia Lindo" (com participação especial de Edi Rock; música incidental: "Praia e Sol") | Falcão Xandão Farias Lobato Sabóia Edi Rock Bebeto Adilson Silva         | 6:10    |  |